# Arkalis
Arkalis, född 17 juli, okänt år i San Martín Texmelucan i Puebla, är en mexikansk fribrottare inom stilen lucha libre. Arkalis har brottats i Consejo Mundial de Lucha Libre (CMLL), Mexikos största och äldsta fribrottningsförbund sedan 2014.
Arkalis brottas under en fribrottningsmask och hans identitet är inte känd av allmänheten, vilket är vanligt inom lucha libre.
Han tillhör gruppen La Fuerza Poblana tillsammans med Pegasso, Guerrero Maya Jr., Stigma och Rey Samuray, som alla kommer från Puebla. Hans tidigaste dokumenterade match gick av stapeln år 2010, men han har i en intervju år 2023 sagt sig ha 15 års erfarenhet av professionell fribrottning. Gruppen har unmanat för titelbälten och även medverkat på stora galor i CMLL under 2020-talet.